# (4128) UKSTU
(4128) UKSTU ist ein Hauptgürtelasteroid, der am 28. Januar 1988 von Robert McNaught vom Siding-Spring-Observatorium aus entdeckt wurde. Die Namensgebung bezieht sich auf den U.K. Schmidt Telescope Unit (UKSTU) am Royal Observatory Edinburgh und am Siding-Spring-Observatorium.